# Euryphura oliva
Euryphura oliva är en fjärilsart som beskrevs av Suffert 1904. Euryphura oliva ingår i släktet Euryphura och familjen praktfjärilar. Inga underarter finns listade i Catalogue of Life.